# Elizabeth A. Lynn
Elisabeth A. Lynn (New York, 8 giugno 1946) è una scrittrice statunitense. È stata fra i primi autori di narrativa fantastica a imperniare la propria opera sulla rappresentazione di figure LGBT.

## Opere
Per ogni testo si indica la prima edizione nell'originale inglese e la prima traduzione in lingua italiana. Le serie di romanzi interconnessi sono elencate cronologicamente, in base alla data di pubblicazione del primo episodio di ogni ciclo.

### Le Cronache di Tornor (The Chronicles of Tornor)
1. Watchtower (Watchtower), Berkley/Putnam, 1979. Trad. Andrea Angiolino, I Libri di Fantasy. Il Fantastico nella Fantascienza 18 [XVIII], Fanucci Editore, 1987.
2. I Guerrieri danzanti (The Dancers of Arun), Berkley/Putnam, 1979. Trad. Ornella Ranieri Davide, I Libri di Fantasy. Il Fantastico nella Fantascienza 22 [XXII], Fanucci Editore, 1988.
3. La ragazza del Nord (The Northern Girl), Berkley/Putnam, 1980. Trad. Ornella Ranieri Davide, I Libri di Fantasy. Il Fantastico nella Fantascienza 26 [XXVI], Fanucci Editore, 1992.

La trilogia è stata riunita per la prima volta nell'omnibus The Chronicles of Tornor: The Complete Trilogy, Ace Books, 1998.

### Dilogia di Karadur Atani
1. L'inverno del drago (Dragon's Winter), Macmillan Publishers, 1998. Trad. Paola Cartoceti, Economica Tascabile (2ª Serie) 4, Fanucci Editore, 2000.
2. Dragon's Treasure, Macmillan Publishers, 2003.

La dilogia è stata riunita per la prima volta nell'omnibus The Dragon Series, Open Road Integrated Media, 2017.

### Romanzi auto-conclusivi
- A Different Light, Berkley Books, 1978.
- The Sardonyx Net, G.P. Putnam's Sons, 1981.
- The Silver Horse, Bluejay Books, 1984.

### Raccolte di racconti
- The Woman Who Loved the Moon and Other Stories, Berkley Books, 1981. Comprende sedici racconti.
- Tales from a Vanished Country, Author's Choice Monthly 10, Pulphouse Publishing, 1990. Comprende due racconti già apparsi in The Woman Who Loved the Moon and Other Stories e uno precedentemente edito come chapbook.

## Riconoscimenti e premi
Si elencano solo le vittorie e non anche le candidature.
- 1980 Premio World Fantasy per il miglior romanzo a Watchtower (Watchtower).
- 1980 Premio World Fantasy per il miglior racconto a "La donna che amava la luna" ("The Woman Who Loved the Moon").